# NPO Almas

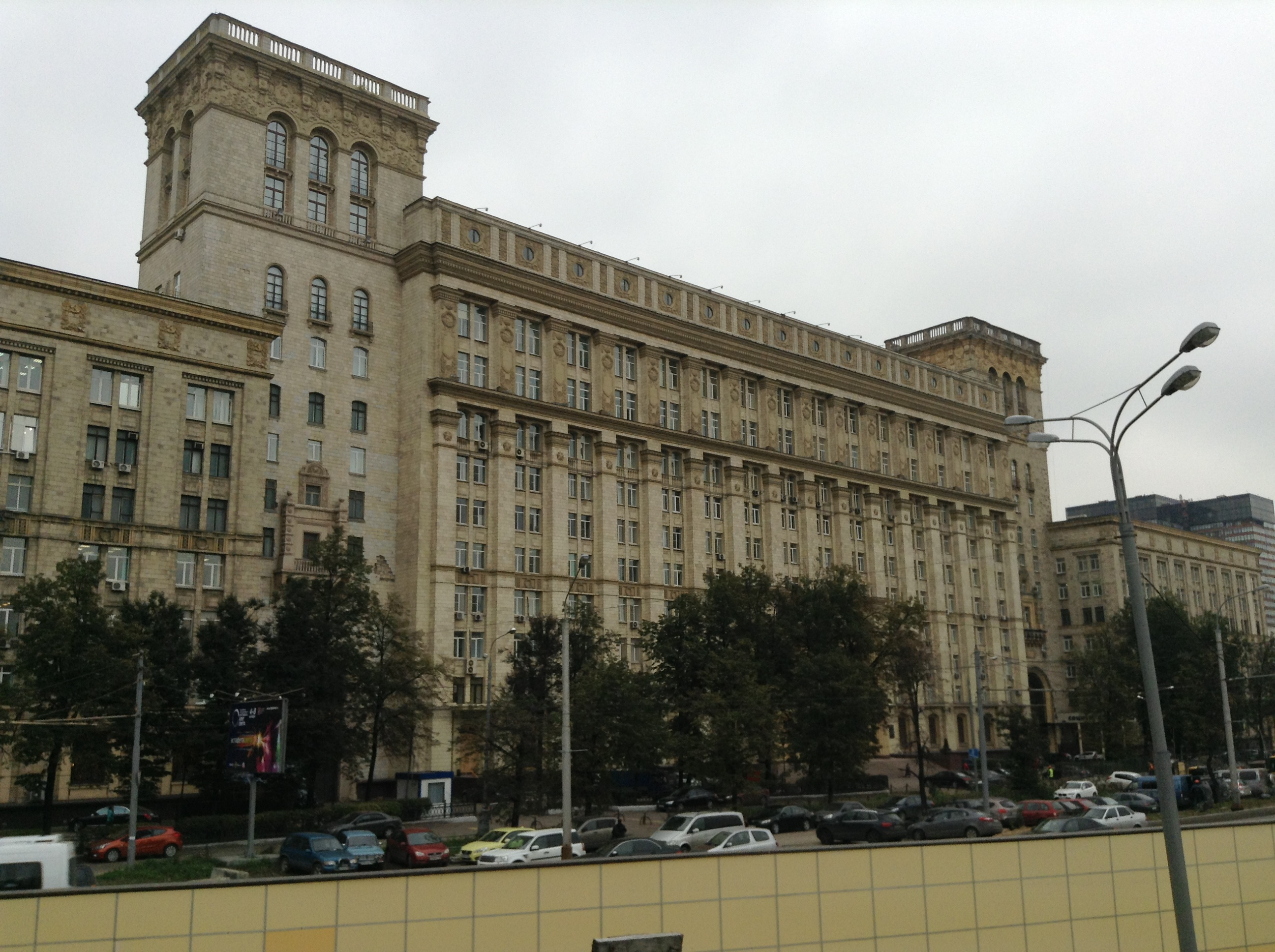
Hauptquartier in Moskau

NPO Almas (russisch Научно-производственное объединение «Алмаз», wissenschaftliche Produktionsvereinigung Almas) war ein sowjetisches und ist ein russisches Rüstungs- und Elektronikunternehmen. Das Unternehmen konzentriert sich auf Flugabwehrsysteme und in der Zeit der Sowjetunion war es eines der wichtigsten Rüstungsunternehmen. Die Ursprünge gehen auf das Jahr 1947 zurück.

## Geschichte
Im Jahre 1947 schloss Sergo Lawrentjewitsch Beria, der Sohn des mächtigen Innenministers Lawrenti Beria, die Militärakademie ab. In seiner Abschlussarbeit beschäftigte er sich mit Radarsteuerungen für Seezielflugkörper. Sein Vater, Minister Beria, setzte sich für die Fortführung der Arbeit ein. Mit der Resolution Nr. 3140-1028 des Ministerrat der UdSSR vom September, 1947 wurde das Sonderbüro 1 (SB-1) offiziell aufgestellt. Sergo Beria wurde stellvertretende Leiter, die Leitung übernahm sein früherer Professor Pawel Kuksenko. Das SB-1 befand sich im Moskauer Stadtteil Sokol in der Nähe des Radarforschungsinstituts NII-20 (jetzt WNIIRT) sowie der Fabrik für Elektrik Nr. 465. Von beiden Institutionen, aber hauptsächlich von NII-20, bekam das SB-1 talentierte Spezialisten.
In Zusammenarbeit mit dem Konstruktionsbüro Mikojan-Gurewitsch entwickelte SB-1 den flugzeugbasierten radargesteuerten Seezielflugkörper KS-1 Komet. Mit K-10, K-20 und K-22 folgten Weiterentwicklungen in dieser Waffenkategorie. Der P-15 war hingegen ein schiffsbasierter Seezielflugkörper.
Im August 1950 beschloss der Ministerrat der UdSSR die Entwicklung eines Flugabwehrraketensystems, welches Moskau vor feindlichen Angriffen schützen sollte. Kurz danach entschied deswegen der Rüstungsminister Dmitri Fjodorowitsch Ustinow die Umorganisation des SB-1 in das größere KB-1. Kuksenko und Beria wurden von Verwaltungstätigkeiten befreit, so dass sie sich auf die Entwicklungsarbeit konzentrieren konnten. Verschiedene Spezialisten aus diversen Organisationen verstärkten das Team. Wertvolles Personal kam vor allem aus dem Radarforschungsinstitut WNII-108, so auch Alexander Andrejewitsch Raspletin, der stellvertretender Chefentwickler wurde. Auch zwangsverpflichtete Deutsche und sowjetische (aus Scharaschka-Gulags) Spezialisten wurden dem KB-1 zugeteilt. Am 1951 unterstützte der Wissenschaftler Anatoli Sawin. Das KB-1 verantwortete die Integration des Gesamtsystems sowie die Entwicklung der Steuer- und Leitsystem der Flugabwehrrakete.
Nach der Entmachtung von Lawrenti Beria wurde auch sein Sohn Sergo im Juli 1953 verhaftet und vom KB-1 abgezogen. Pawel Kuksenko durfte zwar bleiben, wurde aber herabgestuft und auf einen unwichtigen Posten versetzt. Trotz der Umstände wurde die innovative Flugabwehrrakete S-25 Berkut 1955 zu Ende entwickelt.
Im Jahre 1955 erfolgte eine Umstrukturierung unter der Leitung von S. M. Wladimirski. Das KB-1 wurde in drei Sonderbüros unterteilt. Das SKB-31, geleitet von Raspletin, war verantwortlich für Flugabwehrraketen. Das SKB-30, geleitet von Grigori Wassiljewitsch Kissunko, war verantwortlich für die strategische Raketenabwehr. Das SKB-41, geleitet von A. A. Kolossow, was verantwortlich für Seezielflugkörper und Luft-Luft-Raketen. Aus SKB-30 und SKB-41 und wurden in den nächsten Jahren die eigenständigen Experimental-Konstruktionsbüros OKB-30 und OKB-41. Am 24. März 1966 wurde das Unternehmen als MKB „Strela“ (Pfeil) umorganisiert.
Unter Raspletin ging mit S-75, S-125 Newa und S-200 die Entwicklung der Flugabwehrraketen weiter. Er begann auch die Arbeit an der nächsten Generation der Flugabwehrraketen, der S-300P. Seine Arbeit an diesem System wurde erfolgreich von Boris Wassiljewitsch Bunkin weitergeführt.
Almas beschäftigte 1991 55.000 Arbeitnehmer, davon 7.000 Ingenieure. Die fünf Fabriken von Almas waren in Moskau (zwei Fabriken), St. Petersburg, Omsk und Rjasan. An jede Fabrik war ein eigenes Konstruktionsbüro angegliedert. Der Hauptsitz war und ist in Moskau. Almas gehörte dem Ministerium für Radioindustrie an, jedoch war um 1997 vorgesehen, das Unternehmen in eine Teilprivatisierung zu überführen. Der Plan sah vor, dass 65 % der Anteile dem Staat gehören sollten und 35 % den Mitarbeitern. Die Regierung hätte die Möglichkeit gehabt, maximal ein Drittel ihrer Anteile an andere Investoren zu veräußern. Ab 1995 wurde das Unternehmen in eine Öffentliche Aktiengesellschaft (OAO) umgewandelt.
Das Unternehmen bildete 2002 mit dem Antei-Konzern den Konzern Almas-Antei, während NPO „Alamas“ ein Teil des Konzerns wurde.

## Namenswechsel
- 1947 SB-1, Sonderbüro-1, Специальное бюро (СБ) 1
- 1950 KB-1, Konstruktionsbüro-1, Конструкторское бюро (КБ) 1
- 1966 MKB Strela, Moskauer Konstruktionsbüro „Strela“, Московское конструкторское бюро (МКБ) „Стрела“
- 1971 TsKB Almas, Zentrales Konstruktionsbüro „Almas“, Центральное конструкторское бюро (ЦКБ) „Алмаз“
- 1988 NPO Almas, Forschungs- und Produktionsvereinigung „Almas“, Научно-производственное объединение (НПО) „Алмаз“
- 1995 AAOT Almas, Offene Aktiengesellschaft „Almas“, Акционерное общество открытого типа (АООТ) "Алмаз"
- 1996 OAO ZKB Almas, Offene Aktiengesellschaft Zentrales Konstruktionsbüro „Almas“, Центральное конструкторское бюро (ЦКБ) "Алмаз"
- 2001 OAO NPO Almas, Offene Aktiengesellschaft Forschungs- und Produktionsverbund „Almas“ namens Alexander Andrejewitsch Raspletin, Научно-производственное объединение (НПО) „Алмаз“ имени академика А.А. Расплетина[2]
- 2008 OAO GSKB „Almas-Antei“, Offene Aktiengesellschaft Allgemeines Systemkonstruktionsbüro „Almas-Antei“ namens A. A. Raspletin, Головное системное конструкторское бюро (ГСКБ) „Алмаз-Антей“[9]
- 2015 PAO NPO Almas, Öffentliche Aktiengesellschaft Forschungs- und Produktionsvereinigung „Almas“ namens A. A. Raspletin, Научно-производственное объединение (НПО) „Алмаз“[10]

## Produkte
Das Unternehmen war vor allem im Elektronikbereich tätig und produzierte Leiterplatten, Integrierte Schaltkreise und militärische Elektronik und Flugabwehrsysteme.
Die Luftabwehrsparte hat folgende Produkte produziert:
- S-25[7]
- S-75[7]
- S-125 Newa[7]
- S-300PMU-1/2[7]